# Ямайский фунт
Ямайский фунт (англ. Jamaican pound) — денежная единица Ямайки до 1969 года, использовавшаяся в обращении также на Каймановых островах и островах Теркс и Кайкос.

## История
В испанский колониальный период в обращении использовались испанские и испано-американские монеты. В начале XVI века в испанских поселениях чеканились медные мараведи. Испанские и испано-американские монеты (преимущественно — чеканившиеся в Мексике и Перу) продолжали использоваться в обращении и в британский период. В обращении находились также и другие золотые и серебряные монеты — португальские, французские, британские. Официально использование иностранных монет было разрешено в 1681 году. В 1758 году законным платёжным средством объявлены испано-американские монеты с надчеканкой «GR» (Georgius Rex). Надчеканка, однако, продолжалась только до 1759 года. Выпускались различные токены.
В 1822 году выпущены первые бумажные деньги Ямайки — банкноты казначейства. В мае 1836 года основан первый частный банк — Банк Ямайки (не имеющий отношения к нынешнему Банку Ямайки). Банк первым из частных банков начал выпуск банкнот на острове. В мае 1837 года начал операции Колониальный банк, начавший выпуск банкнот с номиналом в фунтах и долларах, а затем — только в фунтах. Выпускали банкноты также: созданный в 1839 году и ликвидированный в 1848 году Плантаторский банк, созданное в 1864 и закрытое в 1865 году ямайское отделение Лондонского и колониального банка.
В 1840 году законным платёжным средством были объявлены британские монеты. Испанские монеты утратили статус законного платёжного средства, за исключением испанского золотого дублона, использовавшегося до 1 апреля 1901 года.

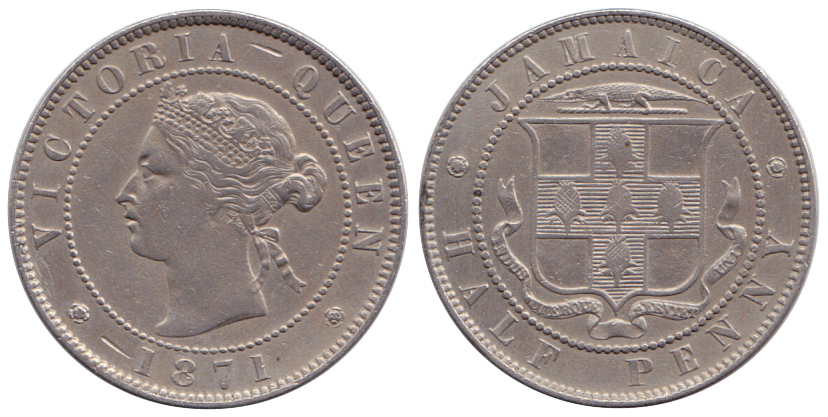
пенни 1871 года. На аверсе портрет королевы Виктории, на реверсе герб Ямайки. Медно-никелевый сплав.

В 1869 году начата чеканка монет для Ямайки, первоначально 1⁄2 и 1 пенни, а с 1880 года — и фартинга. Металл и рисунок монет значительно отличались от британских монет, что исключало их обращение на территории метрополии. Британские монеты продолжали использоваться в обращении.
К 1865 году доминирующее положение на Ямайке занимал Колониальный банк, влившийся в 1925 году в состав Барклайз банка (доминионов, колоний и заморских территорий). В конце XIX века начали открываться филиалы канадских банков. Первым, в августе 1899 года, открылся филиал Банка Новой Шотландии, начавший в 1900 году выпуск банкнот. Отделение Королевского банка Канады открыто в 1911-м, Канадского коммерческого банка — в 1920 году. Эти банки также выпускали банкноты.
В 1914 году, с началом Первой мировой войны, банкноты частных банков были объявлены законным платёжным средством. В 1917 году статус законного платёжного средства получили также британские банкноты.
К началу 1950-х годов выпуск банкнот канадских банков был прекращён. В 1953 году право выпуска банкнот Правительства Ямайки получил Валютный совет Ямайки, созданный в 1939 году. В 1954 году частные банки были лишены права выпуска банкнот, в 1958 году их банкноты изъяты из обращения. В 1950—1955 годах в обращении находился доллар США (формально не имевший статус законного платёжного средства), а с июля 1955 по июль 1964 года — вест-индский доллар (4,80 вест-индского доллара = 1 фунт). Британские монеты продолжали оставаться законным платёжным средством в пределах до 2 фунтов за один платёж.
В 1960 году учреждён государственный Банк Ямайки, которому были переданы эмиссионные функции Валютного совета Ямайки. Банк начал операции 1 мая 1961 года.
8 сентября 1969 года был осуществлён переход на десятичную систему, и введена новая денежная единица — ямайский доллар, обмен производился в соотношении: 1 фунт = 2 доллара.

## Монеты и банкноты
Чеканились монеты в 1 фартинг, 1⁄2, 1 пенни, 5 шиллингов .
Выпускались банкноты:
- Казначейства Ямайки: 2 шиллинга 6 пенсов, 5, 10 шиллингов, 2, 3, 4, 5, 10, 20, 50, 100 фунтов;
- Правительства Ямайки: 5, 10 шиллингов, 1, 5 фунтов;
- Банка Новой Шотландии: 1, 5 фунтов;
- Барклайз банка (доминионов, колоний и заморских территорий): 1, 5, 10 фунтов;
- Канадского коммерческого банка: 1, 5 фунтов;
- Колониального банка: 1 фунт 5 шиллингов — 6 долларов, 5 фунтов — 24 доллара, 1, 5, 10 фунтов;
- Королевского банка Канады: 1, 5 фунтов;
- Лондонского и колониального банка: 10 шиллингов;
- Плантаторского банка: 1, 3, 5, 10, 50, 100 фунтов;
- Банка Ямайки (первого): 1, 2, 4, 10 фунтов;
- Банка Ямайки (современного): 5, 10 шиллингов, 1, 5 фунтов[5][6][7].